# قبرسان امامزاده خطیب
قبرسان امامزاده خطیب مربوط به دوره صفوی - تا دوره قاجار است و در شهرستان قیروکارزین، بخش افزر، دهستان افزر، ۷۰۰ متری شرق روستای آبگرم، بطرف خنج، کنار امامزاده خطیب واقع شده و با شمارهٔ ثبت ۲۶۶۱۷ به‌عنوان یکی از آثار ملی ایران به ثبت رسیده است.